# سینه‌سرخ پیسه ابروسفید
سینه‌سرخ پیسه ابروسفید (نام علمی: Copsychus luzoniensis) نام یک گونه از سرده سینه‌سرخ پیسه است.